# Vérin
Pour la commune française de la Loire, voir Vérin (Loire). Pour les autres homonymes, voir Vérin (homonymie).
Ne doit pas être confondu avec Verín.
Un vérin est une machine convertissant, une énergie quelconque en énergie mécanique de translation.
Le vérin appartient à la famille des actionneurs, car il génère un mouvement.
On parle de « vérin » lorsque la course est limitée, (on parle de « moteur » lorsque la course de l‘actionneur n'est pas limitée).
Un vérin est le plus souvent pneumatique ou hydraulique. On parle cependant de « vérin électrique » pour désigner l'ensemble moteur électrique, vis-écrou.

Il se compose d'un tube cylindrique (le cylindre) dans lequel une pièce mobile, appelée le piston, sépare le volume du cylindre en deux chambres isolées l'une de l'autre. Un ou plusieurs orifices permettent d'introduire ou d'évacuer un fluide dans l'une ou l'autre des chambres et ainsi déplacer le piston.

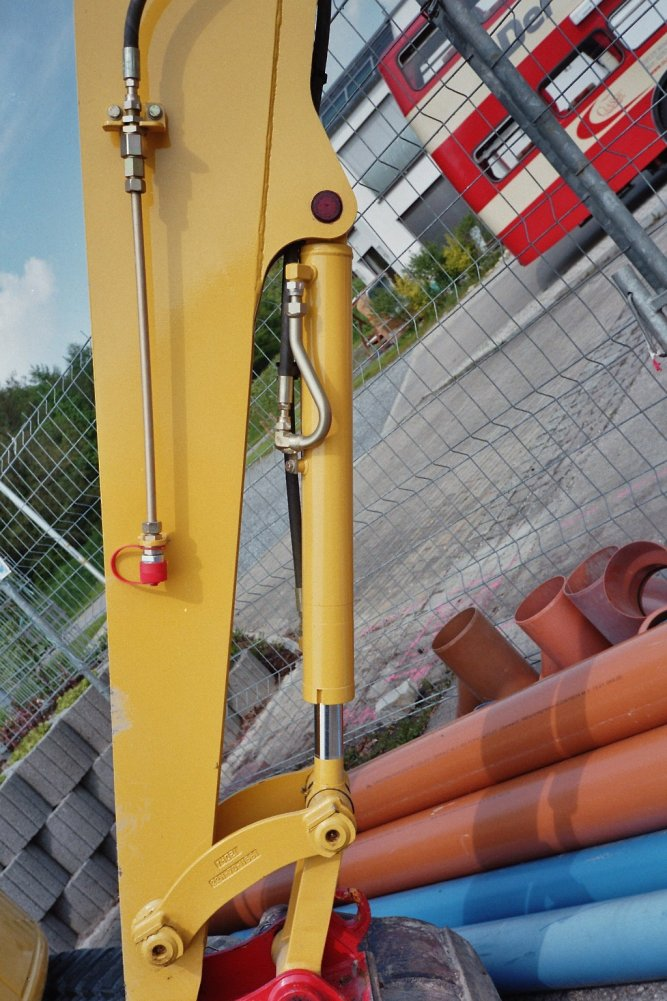
Les vérins hydrauliques trouvent leur application la plus visible dans les engins de chantier.

Une tige rigide est attachée au piston et permet de transmettre effort et déplacement. Généralement la tige est protégée contre les agressions extérieures par un traitement augmentant la dureté superficielle. Selon les conditions d'exploitation, des revêtements appropriés à base de chrome, de nickel et chrome ou de céramique sont réalisés.
L'étanchéité entre les chambres du vérin ou entre corps et tige est réalisée par des joints. Cette fonction est primordiale, car elle caractérisera le rendement et la durée de vie du vérin. On protégera particulièrement le vérin des risques d'introduction de pollution par la tige grâce à l'installation d'un joint racleur.
Le guidage est assuré par des porteurs en matériaux à faible friction (bronze, matériaux composites…). Leur choix dépendra du fluide et des caractéristiques de charge et de vitesse du vérin.
Pour une puissance élevée, utiliser une conception à base de vérin coûte généralement moins cher qu'un moteur et réducteur. C'est pourquoi on le retrouve souvent en génie civil.

## Types

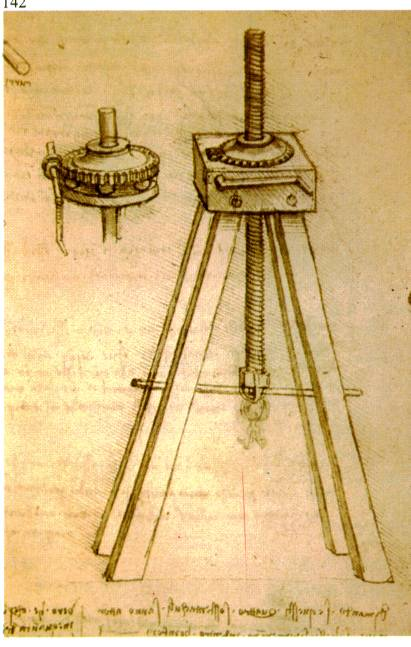
Vérin à vis de Léonard de Vinci.

Il existe de très nombreux types de vérins. On les distingue par le fluide de travail (vérins hydrauliques, vérins pneumatiques), par leur action (simple action ou simple effet, double action ou double effet, rotatif), ou par d'autres caractéristiques (vérins à chambre ovale, vérins à double tige, vérins à câble, vérins télescopiques, etc.).
Les vérins standard varient suivant leurs alésages et leur compacité auxquels on peut adjoindre différentes options : fixation universelle, tige antirotation, salle blanche.
Les vérins se définissent aussi suivant leur fonction : bloqueur, avec table, guidé, à tige antirotation et sans tige.
Pour des applications spécifiques, les vérins spéciaux offrent différentes adaptations : bride rotative, stoppeur, sinusoïde, faible vitesse, faible frottement, haute précision, en acier inox, trois positions, séparateurs.
- Le vérin pneumatique est utilisé avec de l'air comprimé entre 2 et 10 bars dans un usage courant.

Simple à mettre en œuvre, il est très fréquent dans les systèmes automatisés industriels.
- Le vérin hydraulique transforme l’énergie hydraulique (pression, débit) en énergie mécanique (effort, vitesse). Il est utilisé avec de l'huile sous pression, jusqu'à 350 bars dans un usage courant. Plus coûteux qu'un vérin pneumatique, il est utilisé pour les efforts plus importants et les vitesses plus précises (et plus facilement réglables) qu'il peut développer.
- Le vérin manuel vis-écrou : la tige du vérin est une vis hélicoïdale (guidée en rotation) entrainée par un écrou (fixe en translation). L'écrou est actionné par un levier ou par un système de vis sans fin qui, en tournant, fait monter ou descendre la tige.
- les vérins électriques produisent un mouvement comparable, mais avec l'aide d'un système vis-écrou (liaison glissière hélicoïdale), dont l'écrou est entrainé par un moteur électrique.

## Caractéristiques
Un vérin se caractérise par sa course, par le diamètre de son piston et par la pression qu'il peut admettre :
- la course correspond à la longueur du déplacement à assurer ;
- l'effort développé dépend de la pression du fluide et du diamètre du piston.

La force développée par un vérin est {\displaystyle F=P\cdot S} :
- F est la force développée exprimée en newtons ;
- P est la pression exprimée en pascals ;
- S est la surface d'application de la pression exprimée en mètres carrés,

{\displaystyle S=\pi \cdot R^{2}} avec R le rayon du piston en mètres.
En automatismes, on emploie également les unités pratiques : F en daN, P en bar et S en cm2.
On emploie aussi couramment F en N, P en MPa et S en mm2.
La vitesse de sortie du piston est fonction de la surface du piston et du débit de fluide qui entre dans la chambre motrice :
{\displaystyle V={\frac {Q}{S}}}
- V, la vitesse en m/s
- Q, le débit volumique en m3/s.
- S, la surface d'application (surface du piston) en m2.

Le produit de la surface du piston par la course donne la cylindrée du vérin ; elle correspond au volume de fluide nécessaire pour sortir toute la tige du piston.
On vérifiera l'élancement de la tige pour éviter son flambement en poussant. Pour les grands vérins à grande course, on utilise des tiges creuses alimentées en huile pour réduire le risque de flambement.

## Vérin simple effet (VSE)

Principe d'un vérin simple effet avec ressort de rappel

Un vérin simple effet ne travaille que dans un sens (souvent, le sens de sortie de la tige).
L'arrivée de la pression ne se fait que sur un seul orifice d'alimentation ce qui entraine le piston dans un seul sens, son retour s'effectuant sous l'action d'un ressort ou d'une force extérieure (fréquent en hydraulique).
Cette technologie équipe principalement les engins d’élévation de charge à mât. 
L'usage des vérins simple effet est également très courant dans les presses hydrauliques. Ils permettent de développer des efforts très importants. Ils sont alors associés à des vérins de plus faibles sections permettant de réaliser les vitesses rapides d'approche ou de rappel. Des clapets de grosse section permettent le remplissage ou la vidange rapide des vérins et sont directement raccordés au réservoir souvent situé en charge.

## Vérin double effet (VDE)

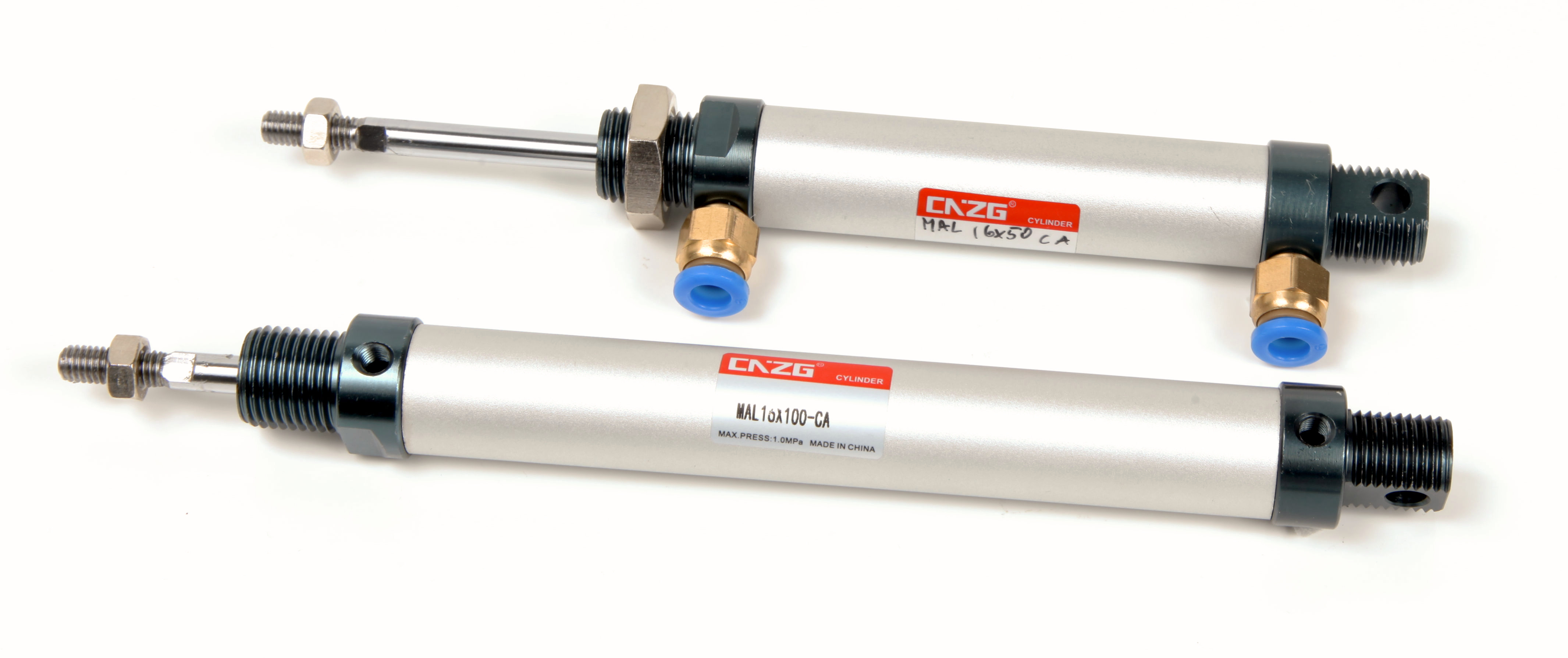
Vérins pneumatiques double effet

Principe d'un vérin double effet

Un vérin double effet a deux directions de travail. Il comporte deux orifices d'alimentation et la pression est appliquée alternativement de chaque côté du piston ce qui entraine son déplacement dans un sens puis dans l'autre. On vérifiera que le vérin ne sera pas soumis aux effets de multiplication de pression qui pourraient le faire éclater du côté de sa tige.
Associé à une servovalve ou un distributeur à commande proportionnelle, ainsi qu'un capteur de position ou des capteurs de pression, le vérin devient alors un servovérin. Cet actionneur est utilisé dans tous les servomécanismes.
Les vérins sont souvent équipés d'amortisseurs de fin de course qui évitent les chocs du piston.

## Servovérin
C'est un vérin asservi. Il est équipé soit d'un distributeur à commande proportionnelle soit d'une servovalve et d'un ou plusieurs capteurs. Selon sa performance, il sera équipé de joints à faible frottement ou de paliers hydrodynamiques, voire de paliers hydrostatiques pour les plus performants. La réponse d'un servovérin dépend de ses dimensions, de la masse embarquée, de la qualité de l'organe de commande, de la longueur des circuits d'alimentation. Les régulateurs numériques aujourd'hui permettent d'améliorer la réponse des servosystèmes hydrauliques.
L'effort développé par un servovérin dépend des pressions résultantes dans les deux chambres. Celles-ci créent des efforts antagonistes et sont dues aux pertes de charge générées par l'organe de contrôle qui laminent le fluide.

## Vérin à tige télescopique

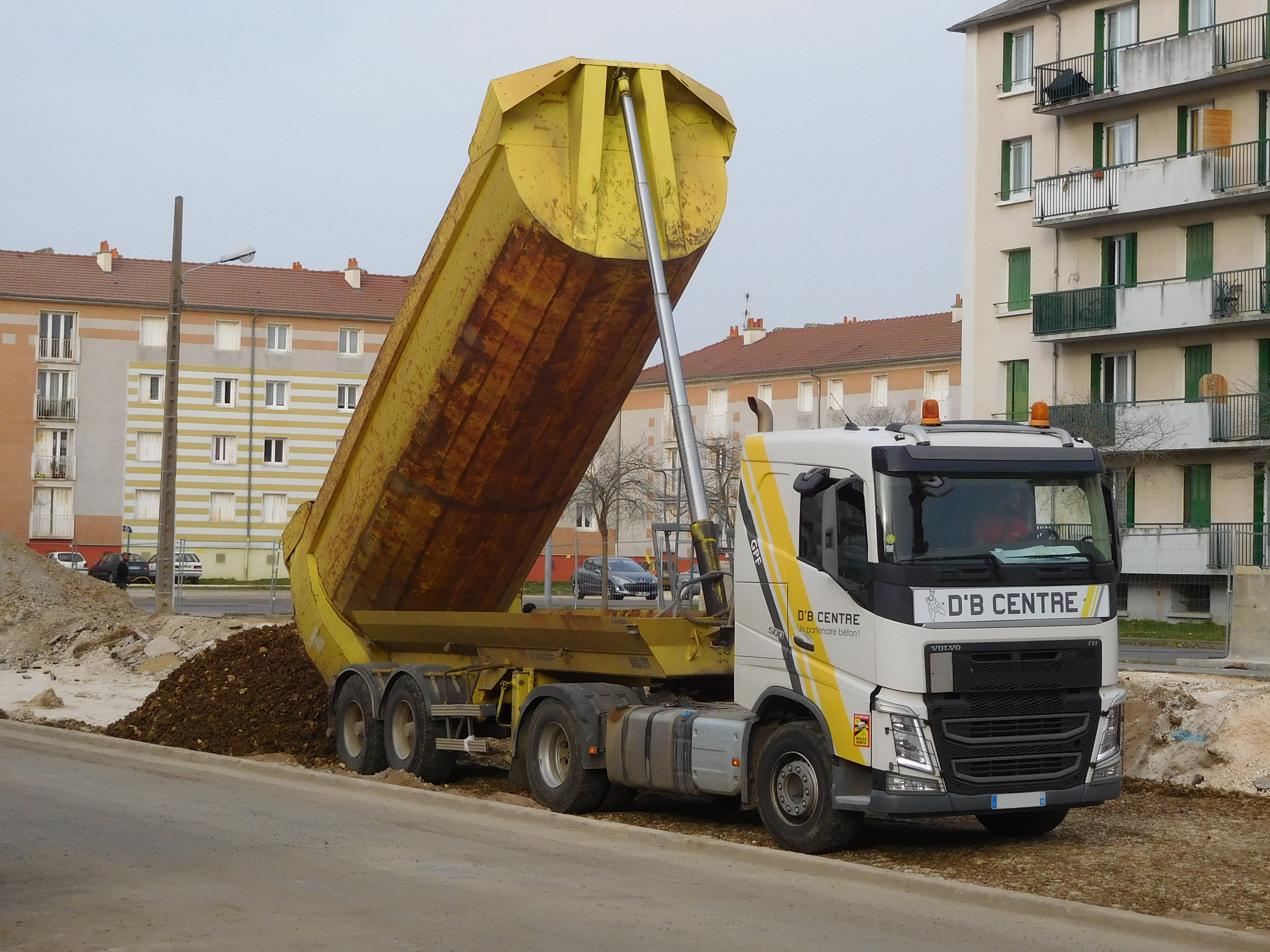
Déchargement d'un camion-benne.

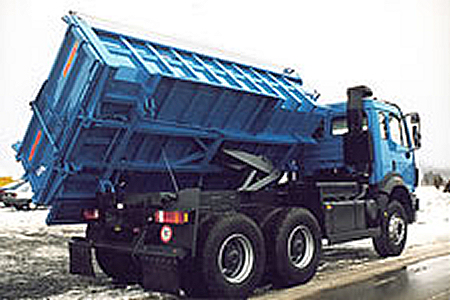
Camion avec compas de bennage comportant un vérin.

Telle une antenne télescopique, ce vérin comporte différentes tiges imbriquées l'une dans l'autre, qui permettent en se dépliant d'atteindre des objets relativement loin (dix mètres).
La pression, généralement de l'huile, pousse le gros piston qui, arrivé en fin de course met l'huile en communication avec le deuxième vérin par un orifice. Pour le retour, le fluide emprunte le même chemin (c'est un vérin à simple effet).
Ils sont principalement utilisés lorsque l'encombrement au repos est réduit :
- les camions-bennes en sont couramment équipés pour le déchargement de matériaux (sable, terre, déchets) ;
- les tables élévatrices, les monte-charges.

## Vérin rotatif
Les vérins rotatifs se classent en deux catégories :
- ceux qui permettent de convertir un mouvement linéaire en rotation afin de créer un couple. Ils sont composés d'un corps cylindrique comprenant deux pistons reliés par un axe-crémaillère qui engrène avec pignon qui est mis en rotation par le mouvement de cet axe.

L'angle de rotation de l'arbre (ou de l'alésage) de sortie varie en fonction de la longueur de la crémaillère ;
- ceux qui sont directement alimentés par un système rotatif type palette, mais peuvent être aussi avec pignon et crémaillère. Le piston est solidaire de l'axe de sortie et peut pivoter selon un angle qui peut aller jusqu'à 270°.

## Vérin souple
Ou vérin gonflable ; ce sont des vérins généralement gonflés à l’air, mais pour des applications spécifiques on peut employer l’eau, l’huile, le glycol pour sa qualité antigel.
Ces vérins, également appelés coussins gonflables sont composés d’un corps en caoutchouc seul ou pris entre deux flasques métalliques pour la fixation. Leurs fonctions mécaniques sont très diverses :
- fabrication dimensionnelle très aisée pour les coussins (de 100 à 1 000 mm de côté), ou toutes autres formes ;
- matière fait à partir de tissu vulcanisé ;
- une faible épaisseur et un encombrement réduit ;
- adaptation aisée et force de levage importante (jusqu’à 7 à 8 bars de pression), pression uniformément répartie ;
- adapté à tous types de besoins : lever, presser, déplacer, pousser, amortir (amortisseurs pneumatiques).

Leurs simplicités technologiques en font d’un usage très répandu, non seulement dans l’industrie (table élévatrice et manutentions diverses), mais également dans les secteurs du dépannage et les services de secours (soulèvement d’objets encombrants).

## Vérin pneumohydraulique ou amplificateur d'effort

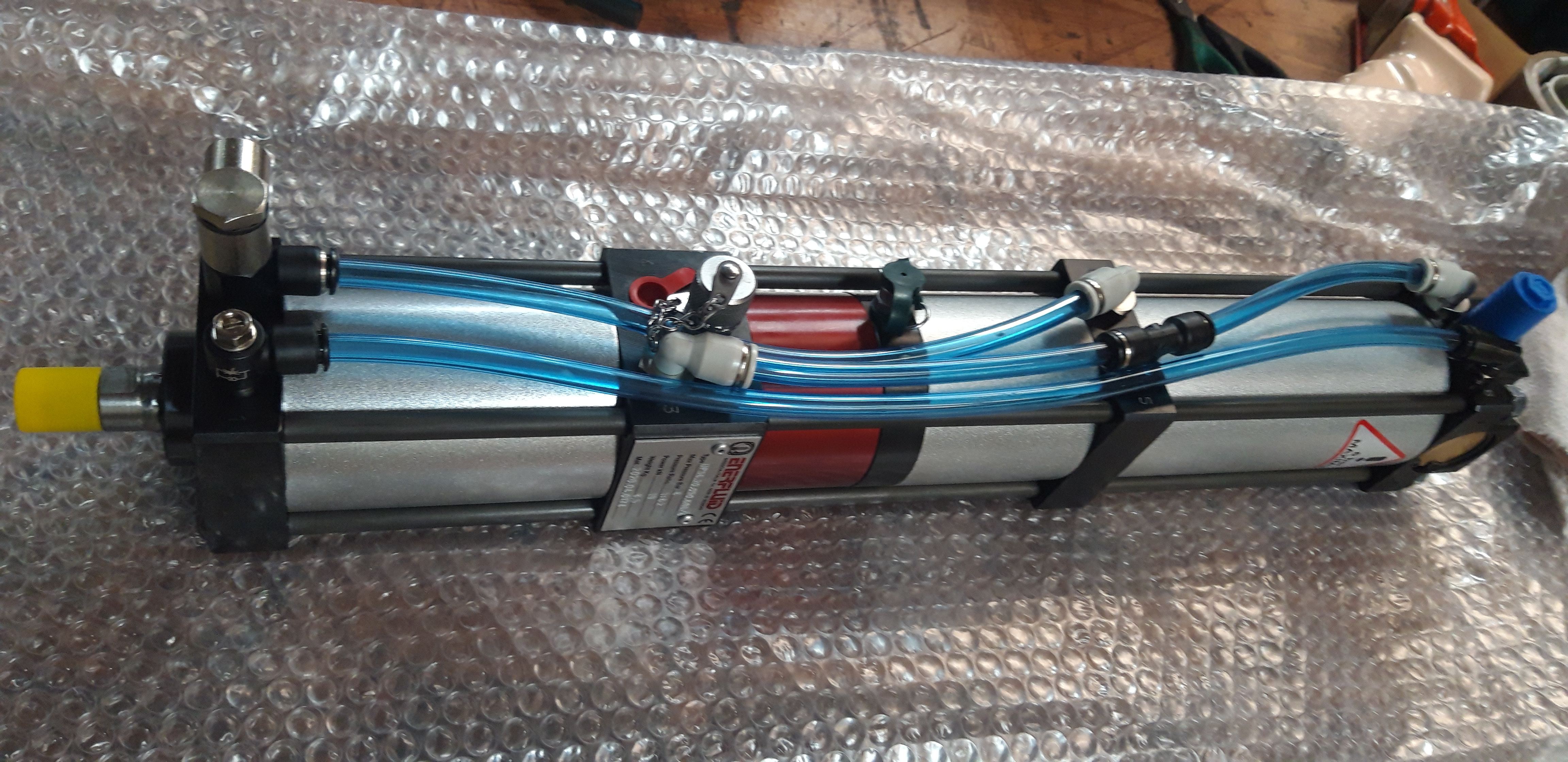
Vérin pneumohydraulique ou amplificateur d'effort équipé.

Ce vérin fonctionne comme des vérins pneumatiques double effet standard. Il possède la rapidité du pneumatique et la force du vérin hydraulique. L'effort d'un vérin pneumohydraulique est compris entre une et cinquante tonnes suivant les modèles.
Principe : le piston sépare les deux chambres du vérin. La section de la chambre côté tige est réduite. Ainsi un vérin aura un rapport de section. On peut profiter de cette différence de section pour effectuer une multiplication de pression. Il suffit d'alimenter la section pleine et de récupérer une pression plus élevée dans la valeur du rapport du côté de la tige. Ce principe est utilisé pour l'hydraulique, la pneumatique et beaucoup d'autres fluides.
Fonctionnement : dès que la tige du vérin rencontre un effort résistant supérieur à l'effort pneumatique du vérin, il passe automatiquement en travail via le distributeur qui est implanté dans le vérin. La course pneumatique se nomme la « course d'approche », et la course hydraulique, la « course de travail ». Les courses d'approche sont comprises entre 50 et 500 mm et les courses de travail entre 1 et 60 mm.

## Vérin sans tige
Ce sont des vérins pneumatiques qui possèdent l'avantage d'un encombrement réduit. Ces vérins peuvent avoir de grandes courses. Ils sont très utilisés dans les systèmes de transfert et robotisés.
Ce type d’actionneur, différent des vérins classiques, est de plus en plus utilisé dans les systèmes automatisés. Il présente des avantages importants, notamment dans la manutention de pièces relativement légères, sur des distances importantes, en éliminant le risque de flambage des tiges de vérins classiques.

## Vérins à gaz
Le vérin à gaz, plus correctement appelé ressort à gaz, est un tube étanche contenant un gaz comprimé dans lequel se déplace un piston relié à l’extérieur par une tige. Ces vérins contiennent une petite quantité de lubrifiant pour le bon fonctionnement de la tige.
Selon l’utilisation et l’effort nécessaire à fournir, les vérins sont plus ou moins tarés pour servir de contrepoids pour l’ouverture ou la fermeture de portes, de coffres à bagages, de capots moteurs, de hayons, etc., des véhicules automobiles.
Dans le bâtiment, on les trouve pour la manœuvre des trappes de désenfumage ou divers carters qui demanderaient un effort physique trop important.
Dans le mobilier, on trouve de petits vérins à gaz pour l’ouverture et la fermeture de portes qui s’ouvrent vers le haut.

## Vérins spéciaux
Les vérins spéciaux sont des vérins qui peuvent être utilisés soit comme des vérins simples effet soit comme des vérins double effet.
Ils sont réalisés à la demande et ne sont généralement pas en stock.

## Section efficace
La taille d’alésage du vérin se rapporte au diamètre intérieur du vérin. Un vérin avec une grande taille d’alésage crée un plus grand volume par unité de longueur qu’un vérin avec une petite taille d’alésage. Le vérin avec une grande taille d’alésage exige plus d’huile pour déplacer le piston à la même distance que le vérin de petite de taille d’alésage. Par conséquent pour un débit donné, un vérin de grande taille d’alésage se déplace plus lentement qu’un vérin avec une petite taille d’alésage. La section efficace d’un vérin est la surface de la section du piston et du joint du piston sur laquelle l’huile de pousse. Puisque l’une des extrémités de la tige est fixée au piston (côté fond) et l’extrémité opposée s’étend à l’extérieur du vérin (côté tige), la section efficace côté tige est inférieure à la section efficace du côté fond. L’huile ne peut pas pousser contre la surface du piston qui est couvert par la tige. Le volume d’huile nécessaire pour remplir le côté tige du vérin est inférieur au volume d’huile nécessaire pour remplir le côté fond du vérin. Par conséquent, pour un débit donné, la tige se rétracte (rentrée de la tige) plus rapidement que lorsqu’elle s’étend (sortie de la tige).